# Ринотитаны
Ринотитаны (лат. Rhinotitan, название рода происходит от др.-греч. ῥίς «нос» и Τιτάν «титан») — род вымерших млекопитающих семейства бронтотериевых отряда непарнокопытных, живший в среднем эоцене в Китае. Разные исследователи выделяют от 1 до 3 видов ринотитанов.

## Внешний вид и строение
Высота ринотитанов в холке до 2,5 м, а длина тела — 3,5 м.
Череп узкий, слегка седловидный. Впереди и выше глазниц есть небольшие рогообразные выросты. Носовая вырезка глубокая, её задний край на уровне третьих премоляров. Носовой вырост средней длины, слегка приподнят над поверхностью лба, относительно узкий, не сильно закруглённый спереди и с глубокими боковыми стенками. Орбиты глаз над вторыми молярами.
Резцы мелкие, клыки относительно развитые. Есть крупная заклыковая диастема. Моляры удлинённые, передние и задние стенки верхних моляров не скошены, контур их коронок прямоугольный.

## Распространение и ископаемые находки
Ископаемые кости ринотитанов найдены в формации Шара Мурун (Ула-Усу, неподалёку от монастыря Барон Сог, пустыня Гоби, провинция Внутренняя Монголия, Китай), датируемой средним эоценом.

## Таксономическая история
Protitanotherium mongoliensis (Osborn, 1923) — первый бронтотериид, описанным по находкам Центрально-Азиатской экспедиции Американского музея естественной истории. Через два года Осборн описал ещё два вида из Гоби — Protitanotherium andrewsi и Dolichorhinus kaiseni. В. Гранжер и В. Грегори (1943), свели эти три вида в новый род ринотитанов. Тот факт, что все эти виды одного возраста и найдены в одном месте, вызывает некоторые сомнения в правомерности их выделения, но многие палеонтологи считают его оправданным. Различия между данными видами вполне могут оказаться изменчивостью в пределах одного вида. Некоторые исследователи (Takai, 1939) считают R. andrewsi и R. mongoliensis одного вида но разного пола и объявляют их синонимами (Wang, 1982). Михльбахлер признаёт только 2 вида — R. andrewsi и R. kaiseni, а R. mongoliensis полагает nomen dubium.

## Виды
- Rhinotitan mongoliensis Osborn, 1923
- Rhinotitan andrewsi Osborn, 1925
- Rhinotitan kaiseni Osborn, 1925